# Университет (станция метро, Киев)
«Университе́т» (укр. «Університе́т»,  (слушать)о файле) — станция Киевского метрополитена. Находится в Шевченковском районе. Расположена на Святошинско-Броварской линии, между станциями «Вокзальная» и «Театральная».

## История
Открыта 6 ноября 1960 года в составе первой очереди строительства. Своё название станция получила вследствие расположения поблизости от главного («красного») корпуса Национального университета им. Т. Г. Шевченко. Пассажиропоток — 23,9 тыс. чел./сутки.
С 1986 года станция имеет статус «памятник архитектуры местного значения», охранный номер — 171.

## Описание
Рядом со станцией также расположены Ботанический сад им. А. В. Фомина, Владимирский собор, Национальный педагогический университет им. М. П. Драгоманова.
Станция глубокого заложения (78 м). Имеет три подземных зала — средний и два зала с посадочными платформами. Залы станции соединены между собой рядом проходов-порталов, которые чередуются с пилонами. Подземный вестибюль соединен с выходом на поверхность трехленточным двухмаршевым эскалатором. Между маршами эскалатора размещен промежуточный вестибюль.
Наземный вестибюль представляет собой здание квадратной формы в плане, перекрытое куполом из сборного железобетона. Находится на бульваре Тараса Шевченко. К нему с обеих сторон примыкают короткие колоннады, образующие вход в Ботанический сад им. академика А. В. Фомина. Над каждой из входных/выходных дверей вестибюля размещены алюминиевые вензеля с буквами М ― единственные в киевском метрополитене.

## Архитектура и оформление
Станция является памятником архитектуры, классикой советского метростроительства 1950-х годов и, несомненно, одним из символов киевского метро. Выполненный в стиле послевоенного сталинского неоклассицизма, интерьер станции является примером высококлассных композиционных решений того времени. Пилоны станции покрыты коричнево-розовым мрамором. На каждом пилоне со стороны центрального зала в нишах размещены 8 бюстов выдающихся деятелей науки и культуры. Со стороны боковых залов на пилонах размещены гипсовые ажурные вентиляционные решетки в форме круглых медальонов с названием станции. В торце вестибюля до 1992 года располагалась статуя В. И. Ленина (скульптор М. Д. Декерменджи, не сохранилась). В ноябре 2022 года бюсты российских деятелей (4 из 8) были закрыты деревянными щитами.
В подземном вестибюле используется закарнизная подсветка — изобретение архитектора А. Н. Душкина, впервые в мире примененное на станции «Кропоткинская» Московского метрополитена. В боковых залах в ограничительных полосах на платформах были вмонтированы лампы, включавшиеся при приближении поезда. Впоследствии эта система была демонтирована. Ныне подобное решение используется в Москве на станции «Международная», открытой в 2006 году. Путевые стены изначально были выложены кафельной плиткой, замененной при ремонте в 1996 году на новую.
Мрамор, которым облицована станция, богат окаменевшими остатками доисторических животных. Например, под бюстом Максима Горького, а также в облицовке стены бокового зала по первому пути можно найти крупные срезы раковин аммонитов.

## Изображения

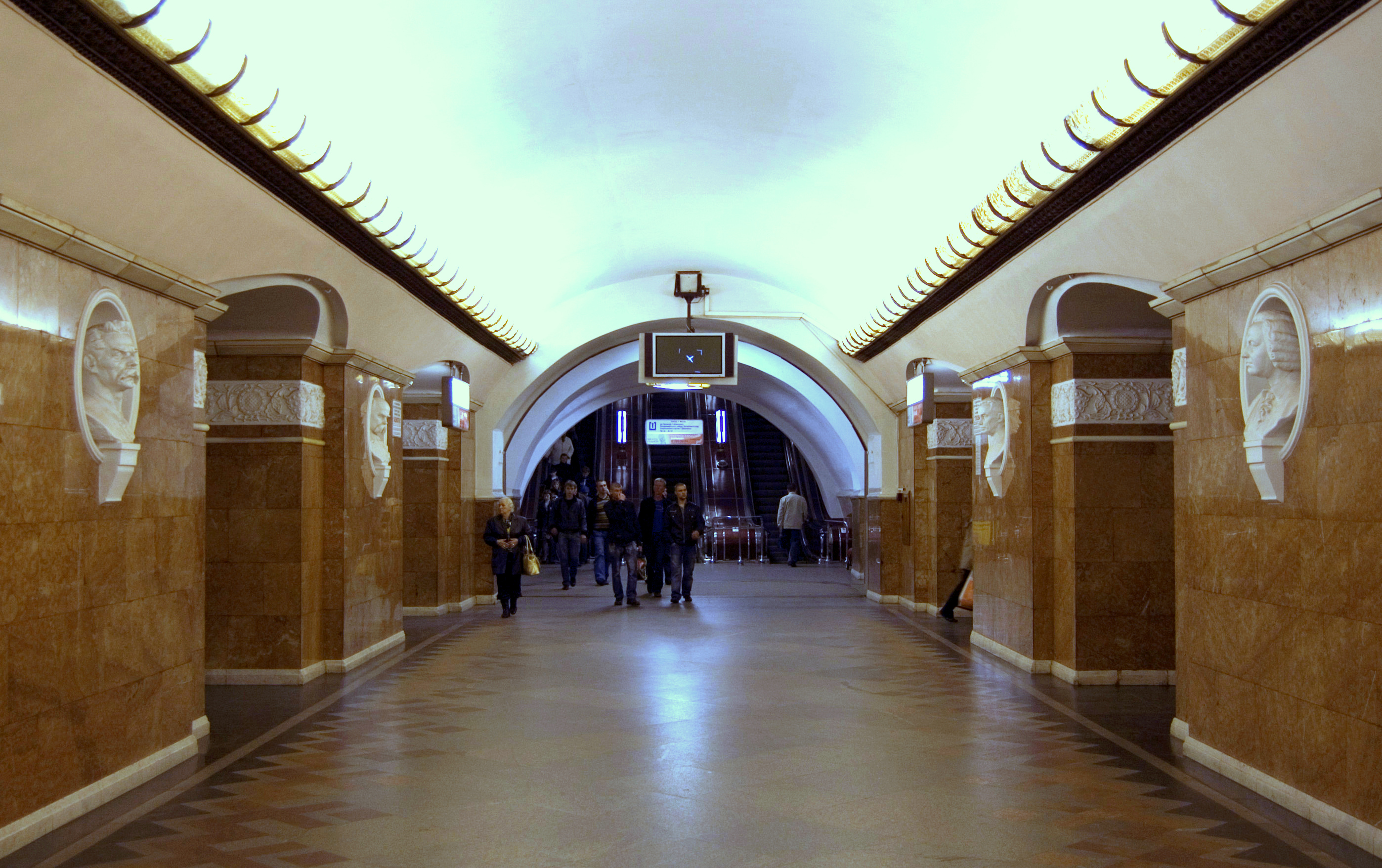
Центральный зал, вид в сторону эскалаторов
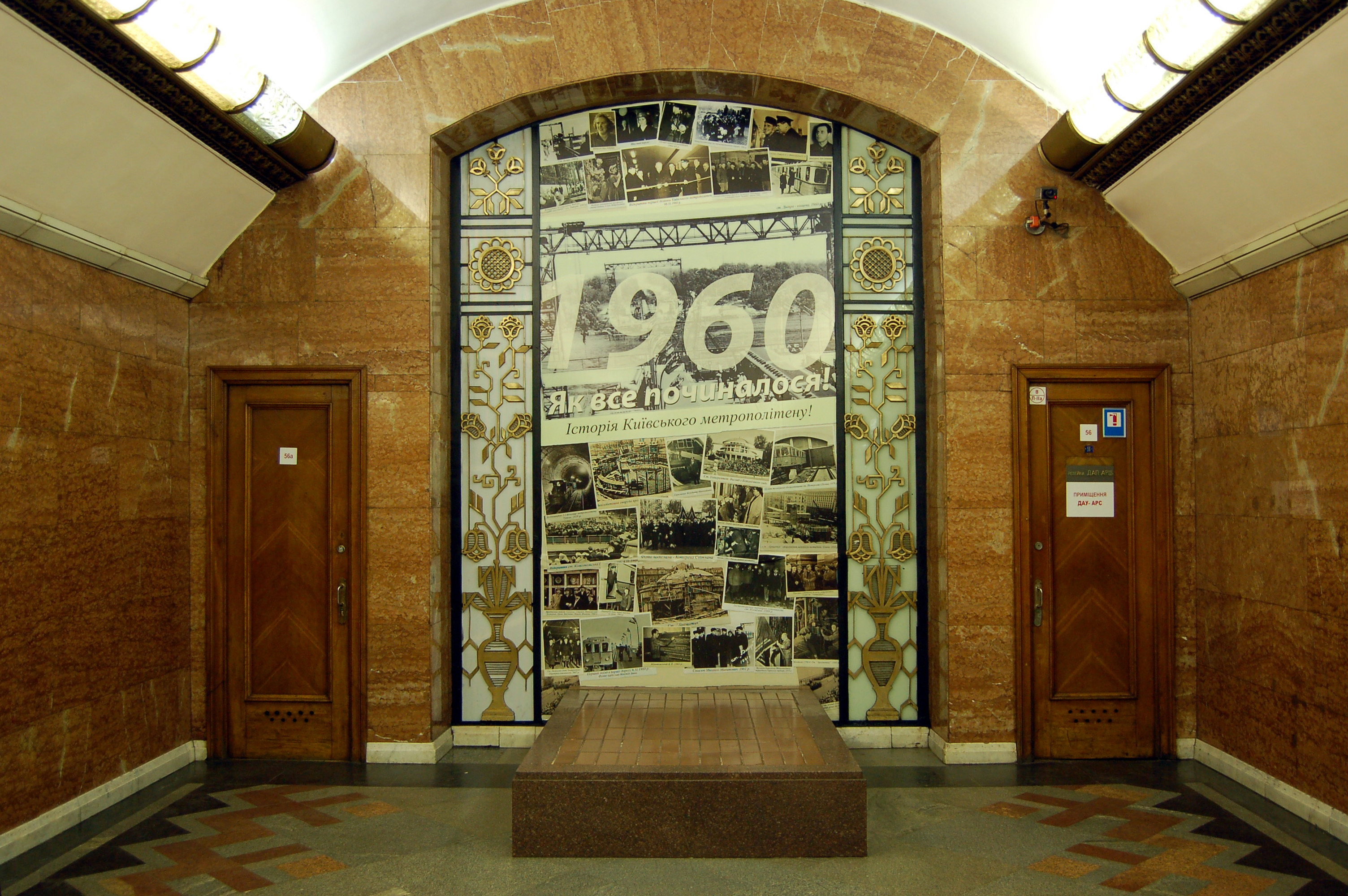
Фотоколлаж в торце зала, посвящённый 50-летию метро
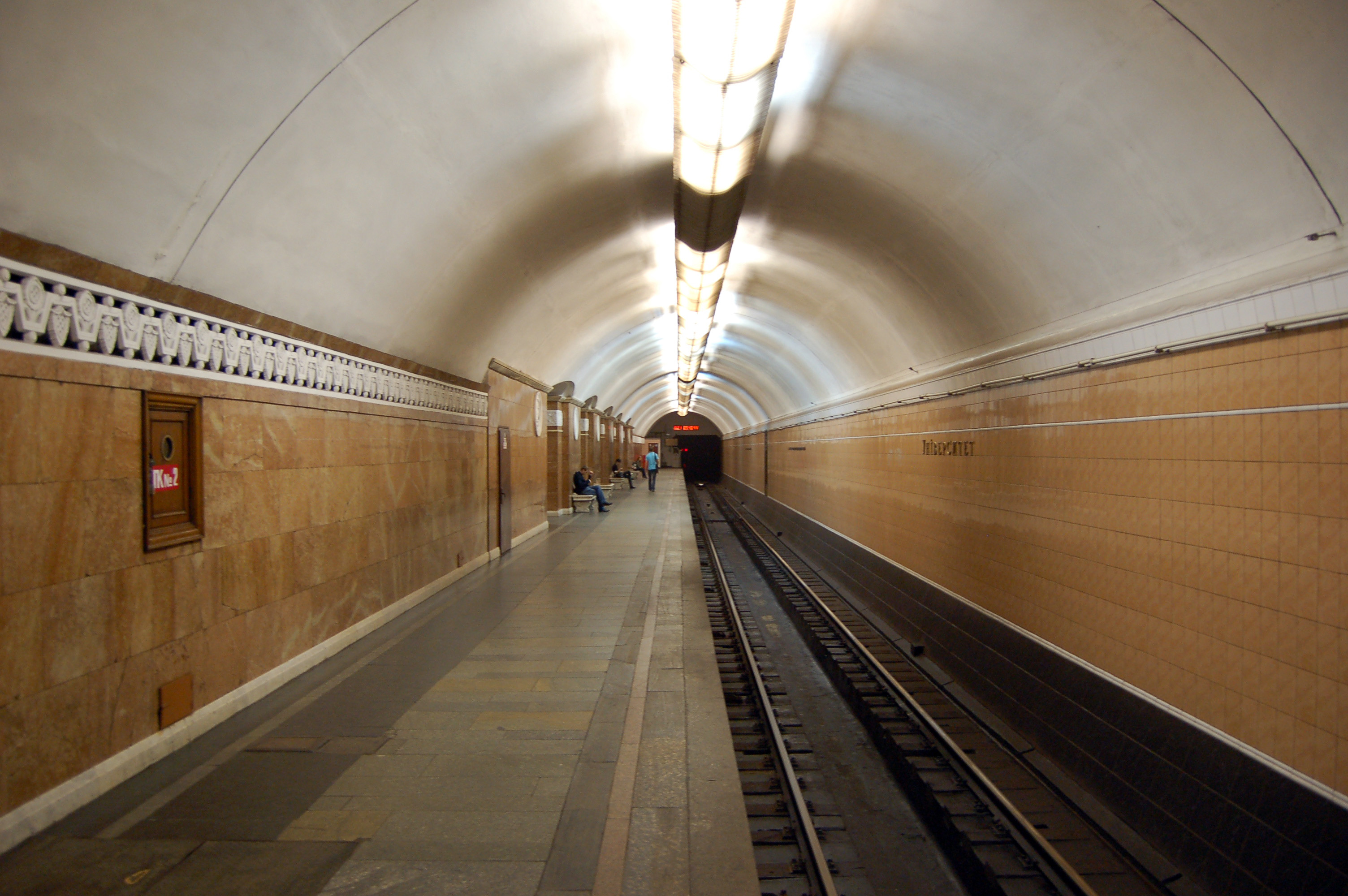
Посадочная платформа
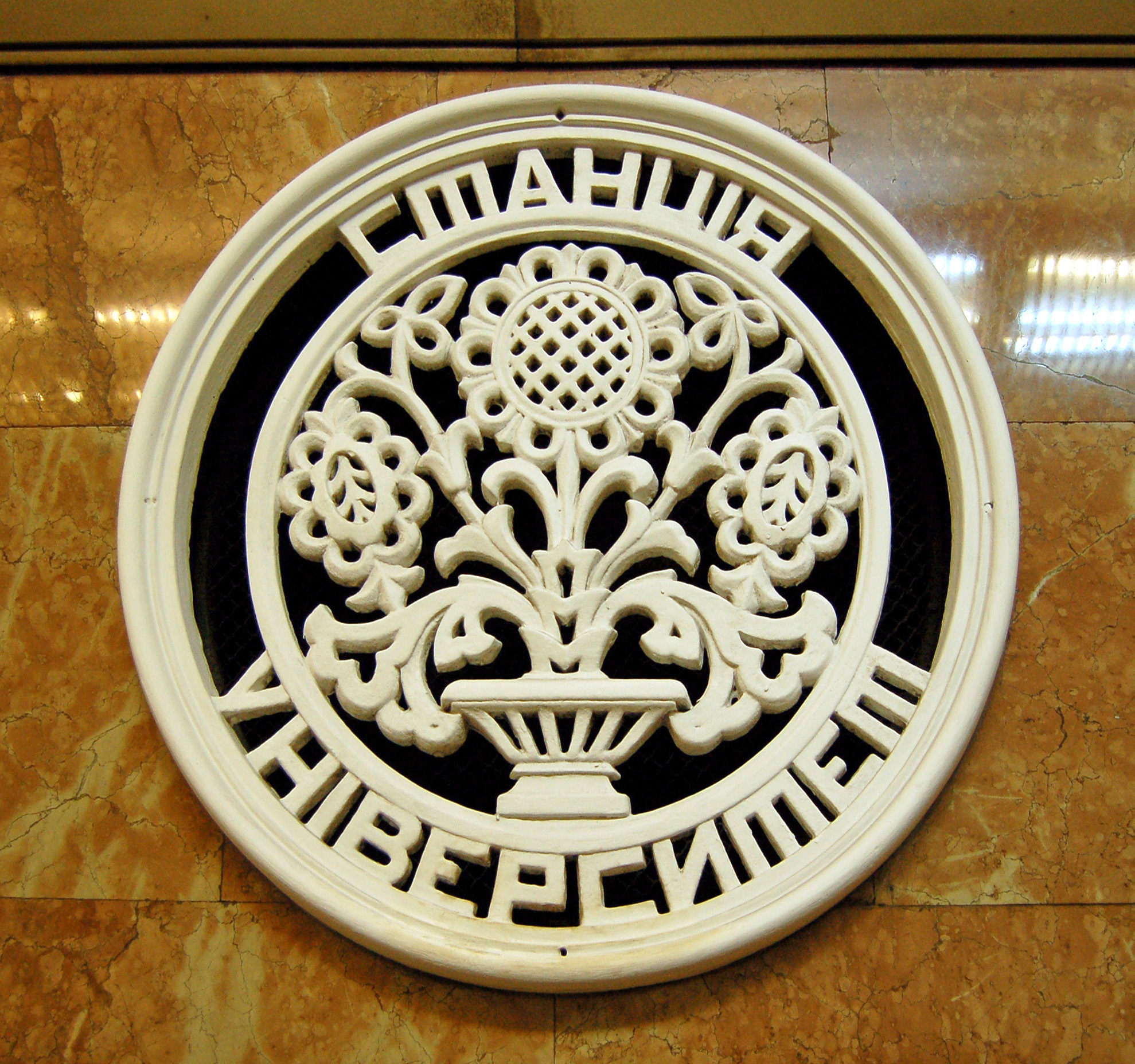
Вентиляционные решётки на пилонах
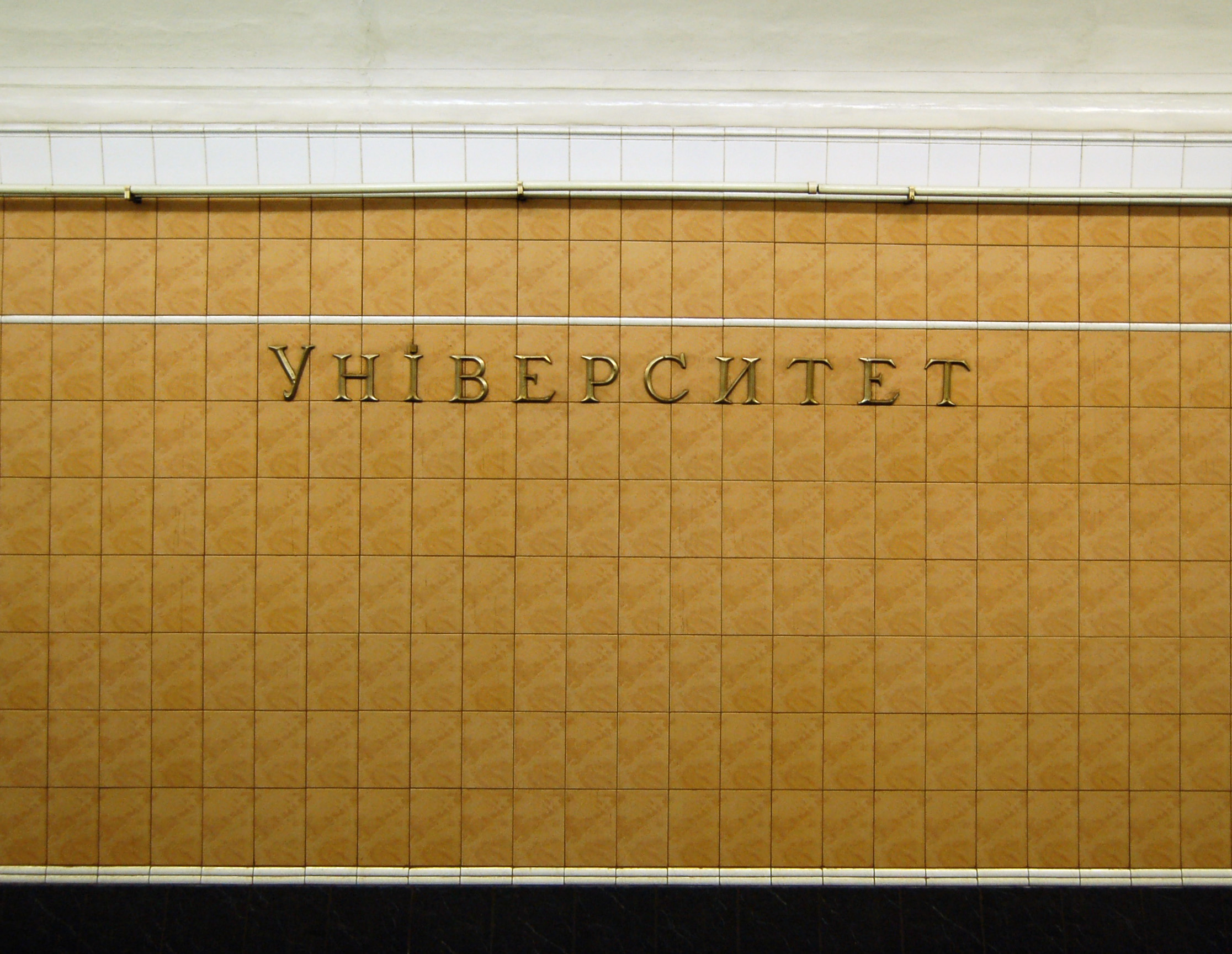
Название станции на путевой стене
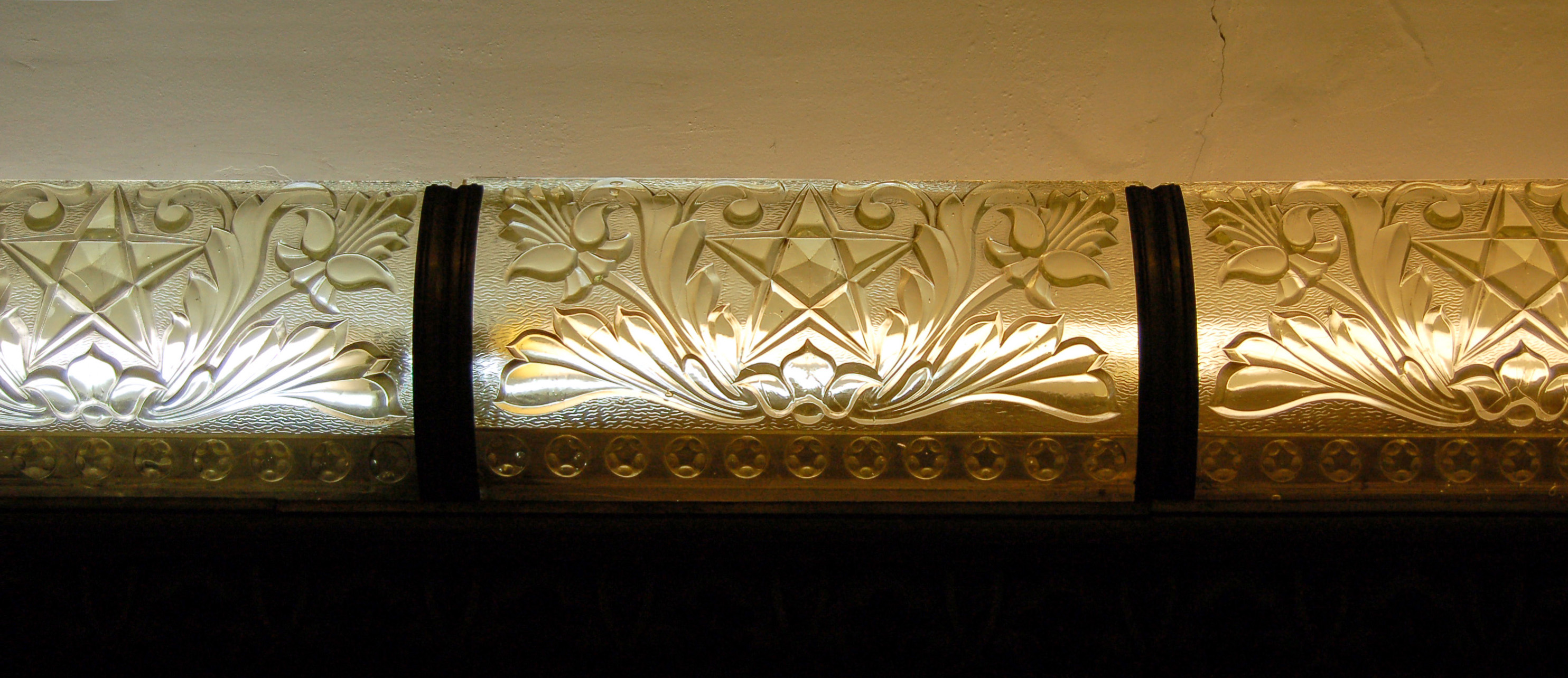
Стеклянные элементы карниза-светильника
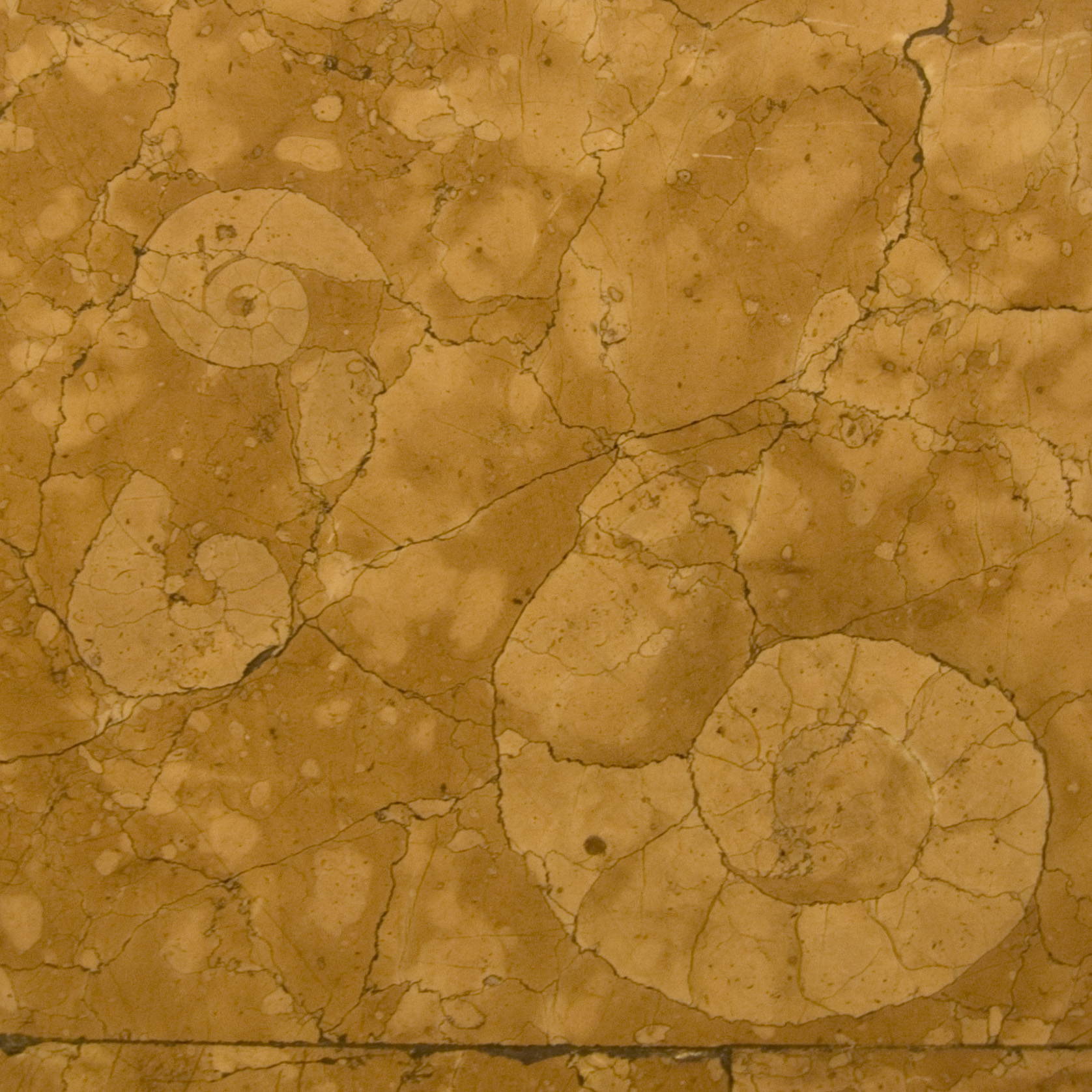
Отпечатки доисторических раковин в мраморе
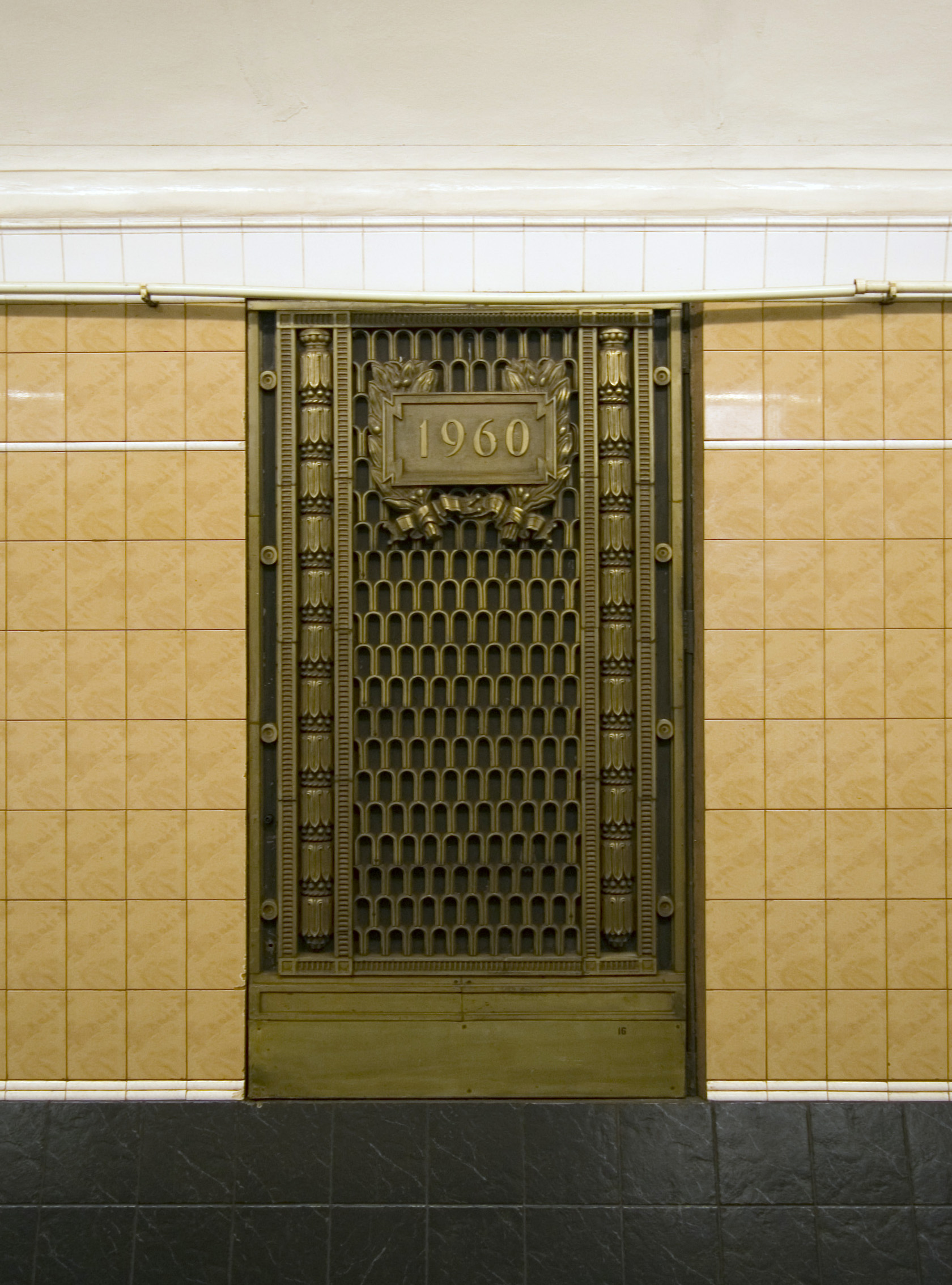
Дверца на путевой стене
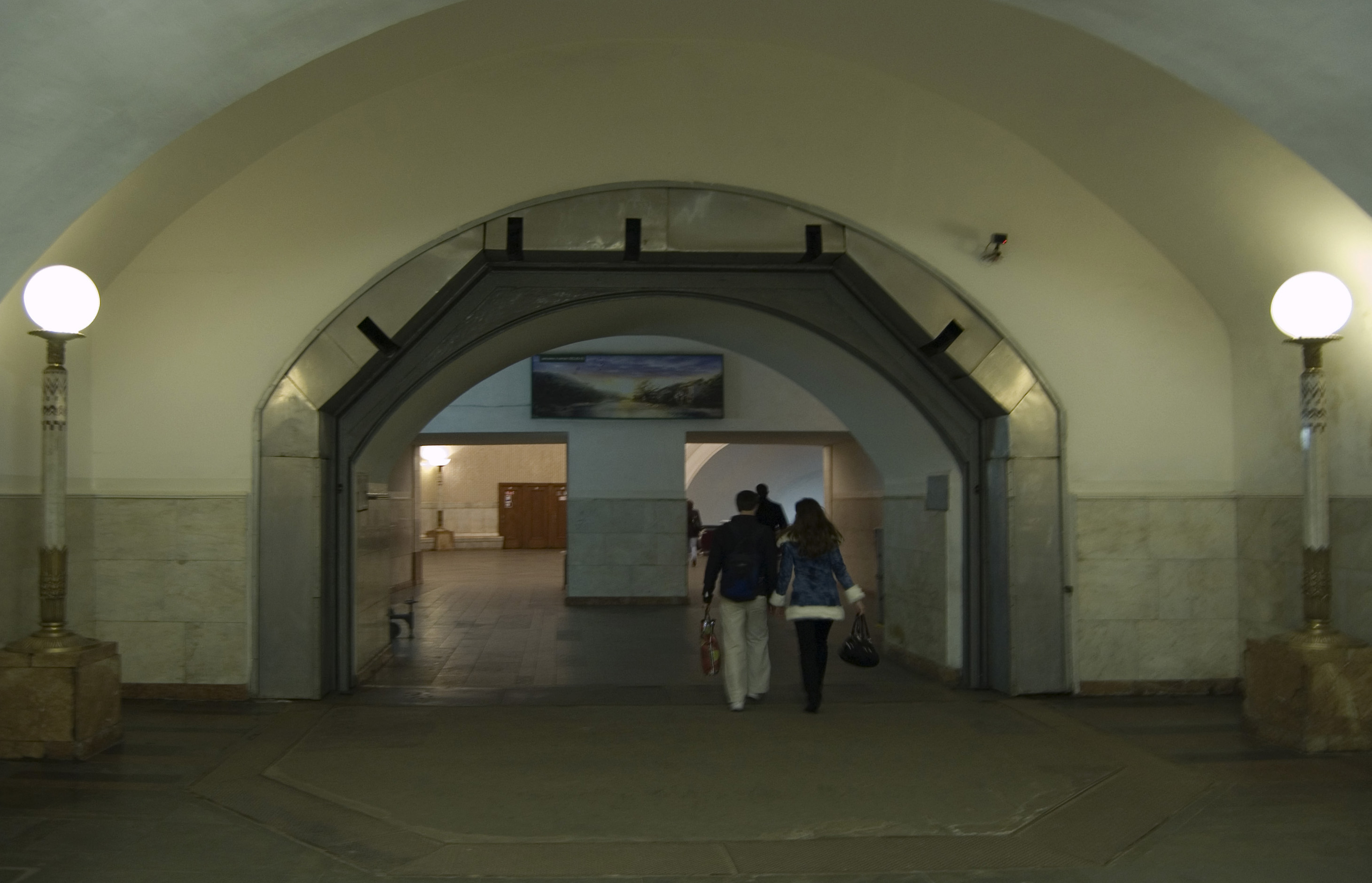
Проход от верхнего эскалатора к промежуточному вестибюлю
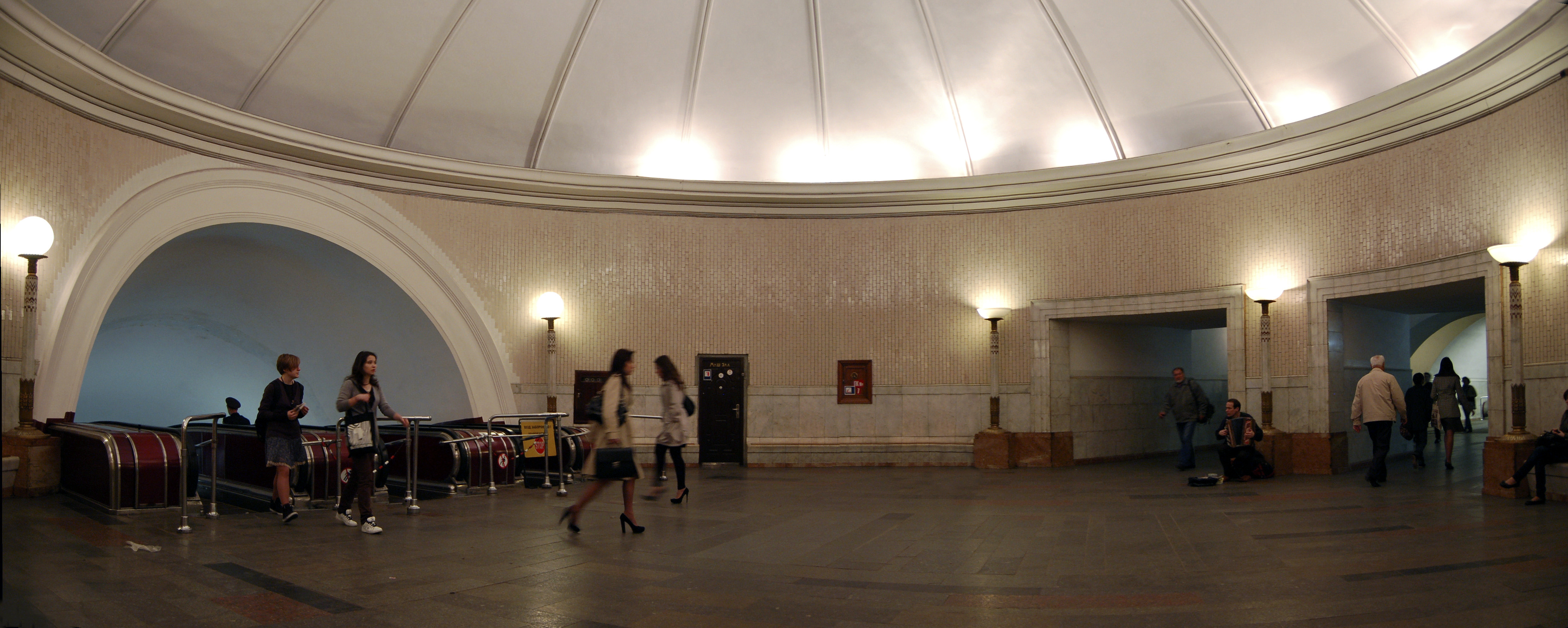
Панорама промежуточного вестибюля эскалаторного наклона
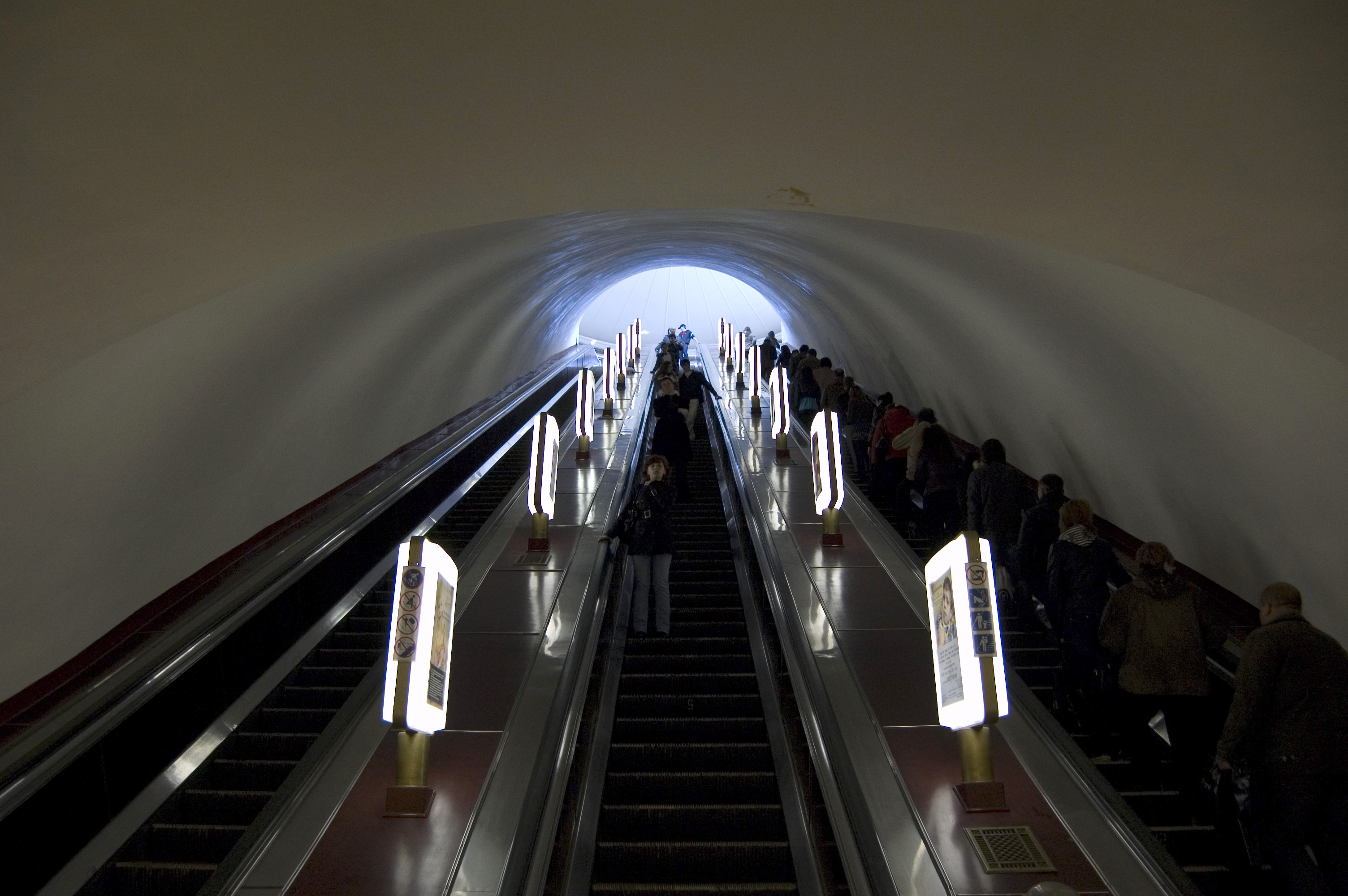
Верхний эскалаторный наклон
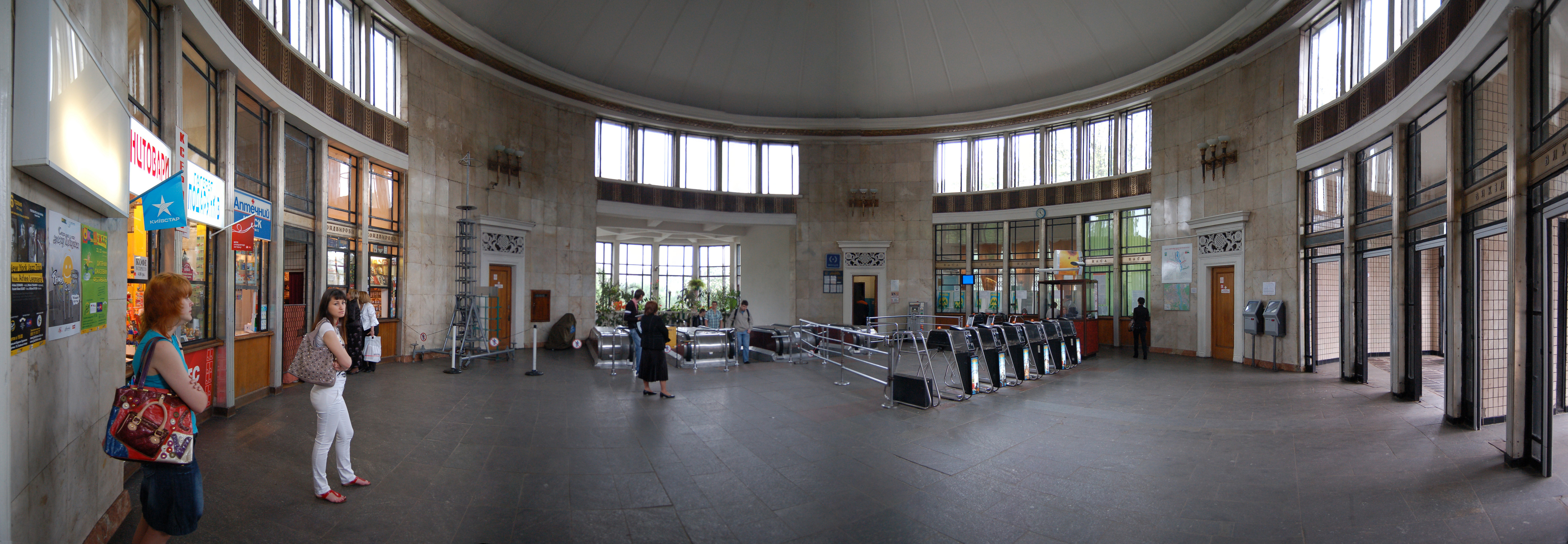
Интерьер наземного вестибюля
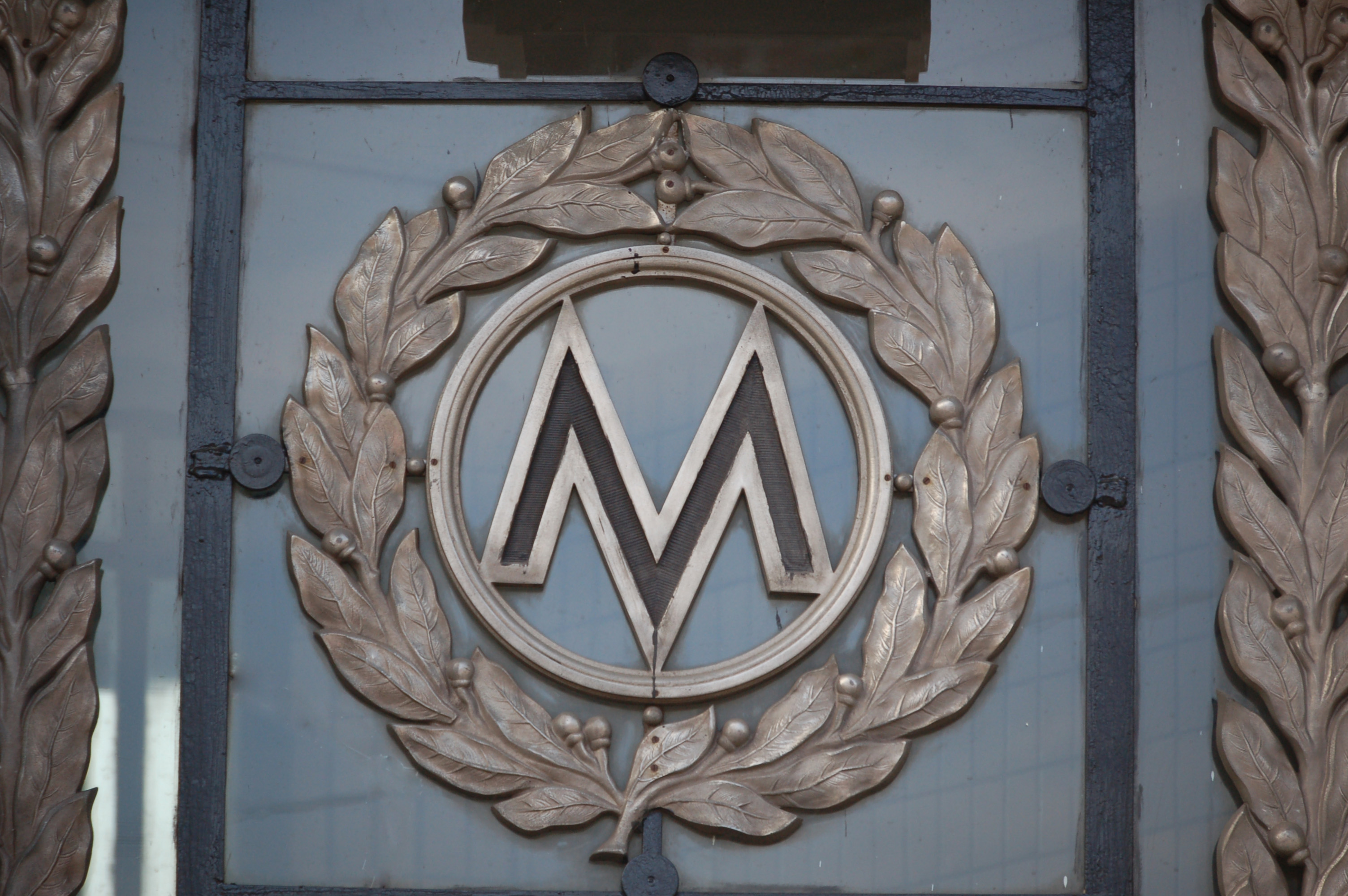
Вензеля над дверьми наземного вестибюля
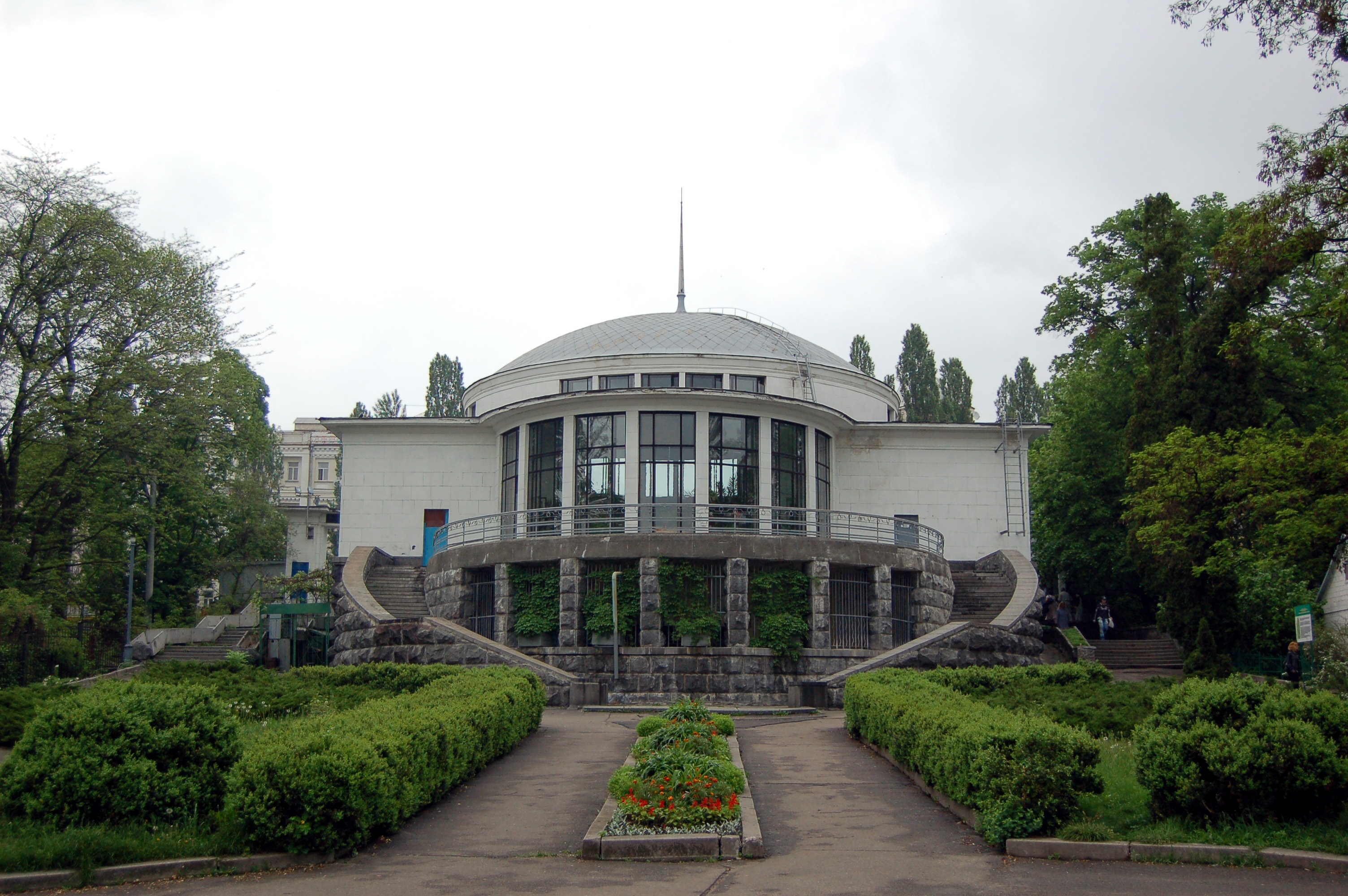
Наземный вестибюль, вид со стороны Ботанического сада

Бюсты на пилонах
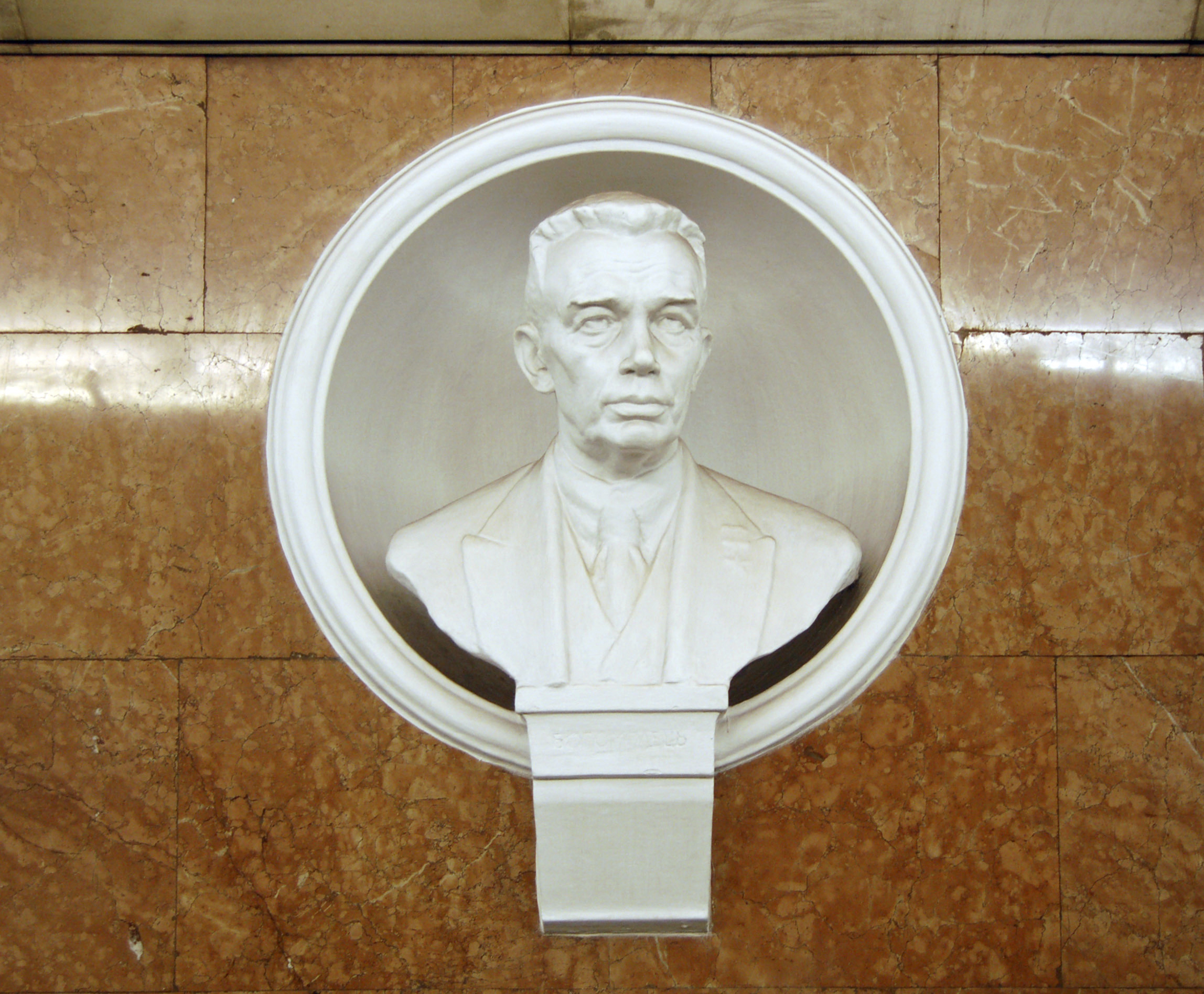
А. А. Богомолец (скульптор М. Г. Лысенко)
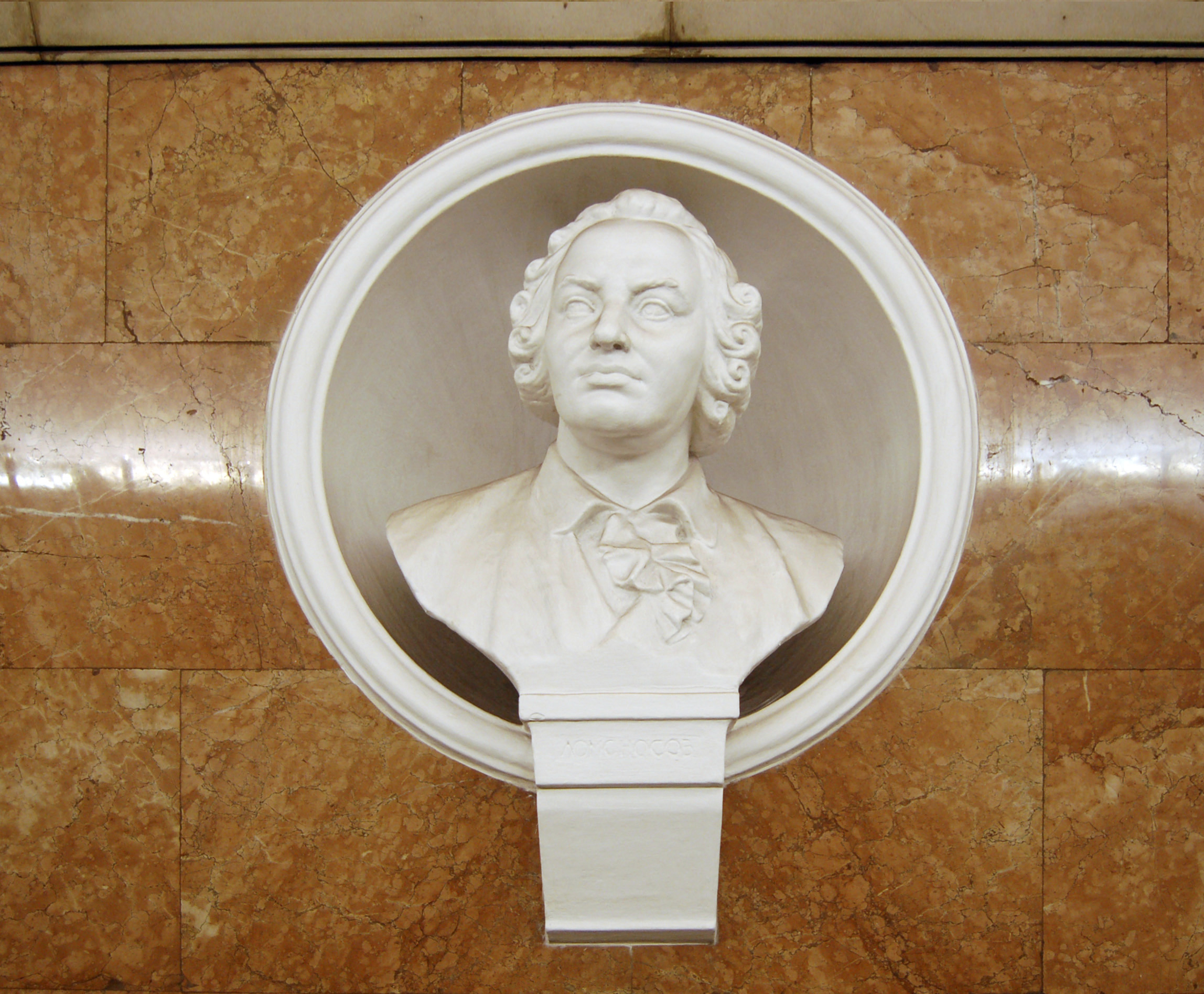
М. В. Ломоносов (скульптор А. А. Шапран)
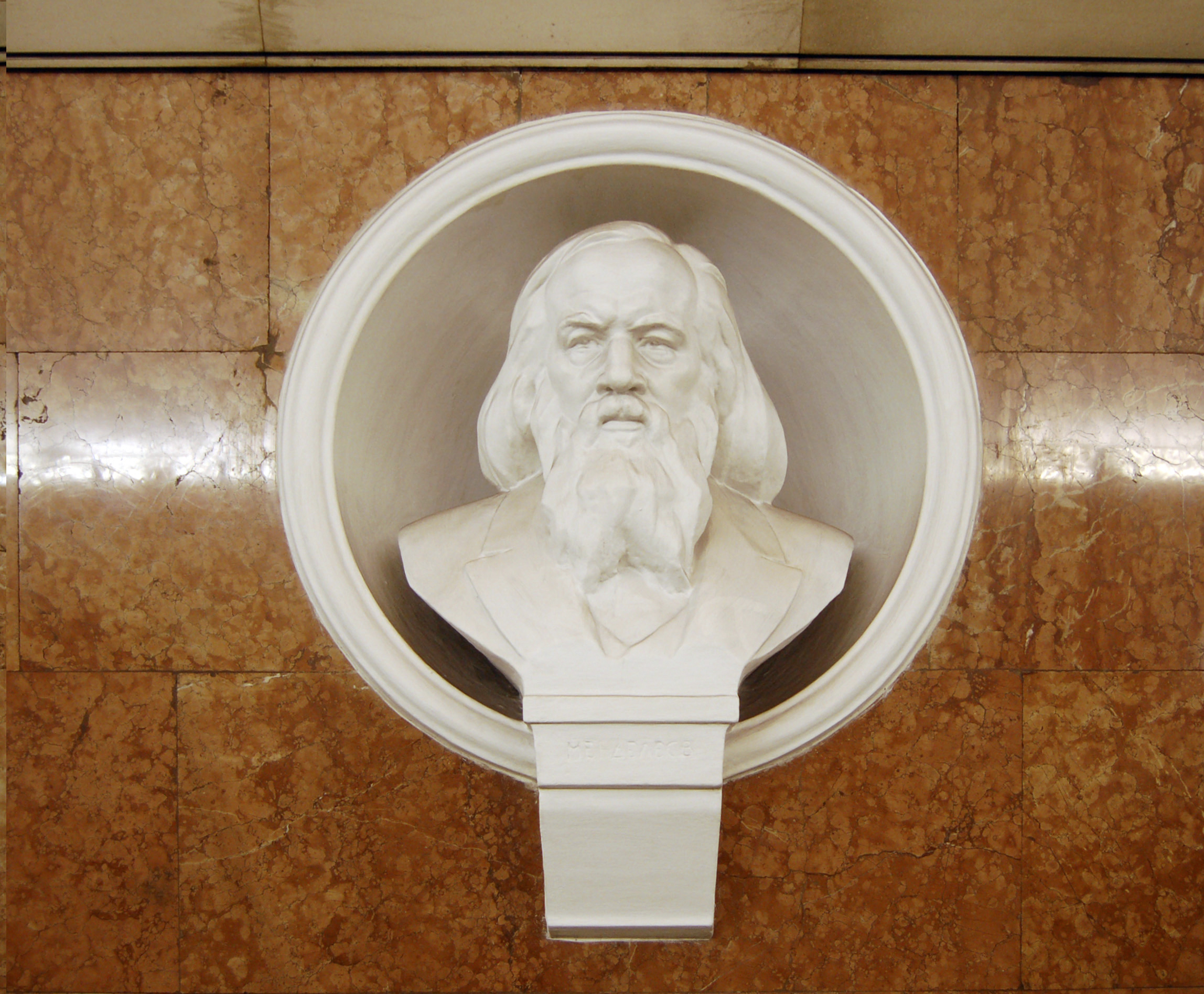
Д. И. Менделеев (скульптор П. Ф. Остапенко)
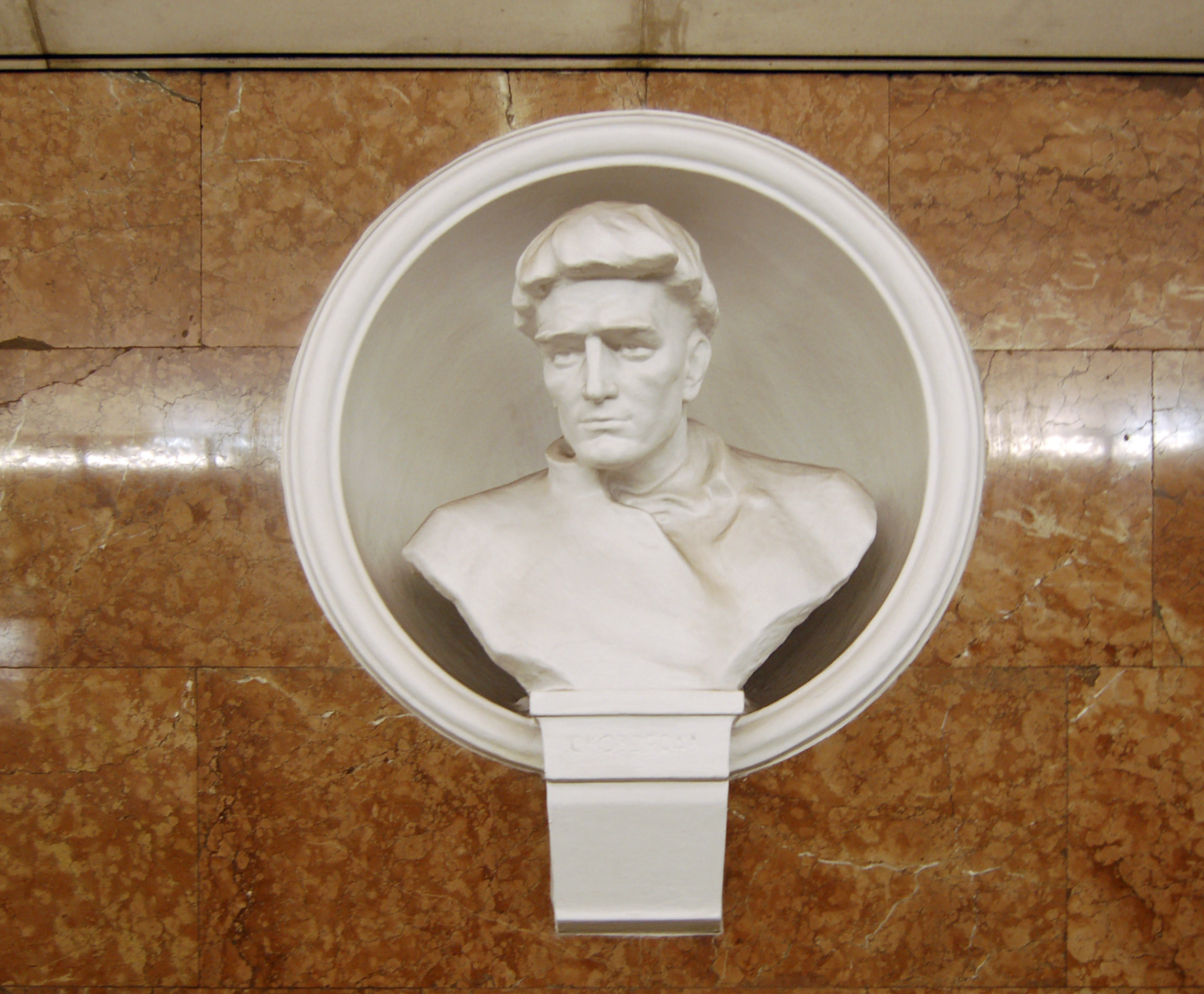
Г. С. Сковорода (скульптор В. И. Зноба)
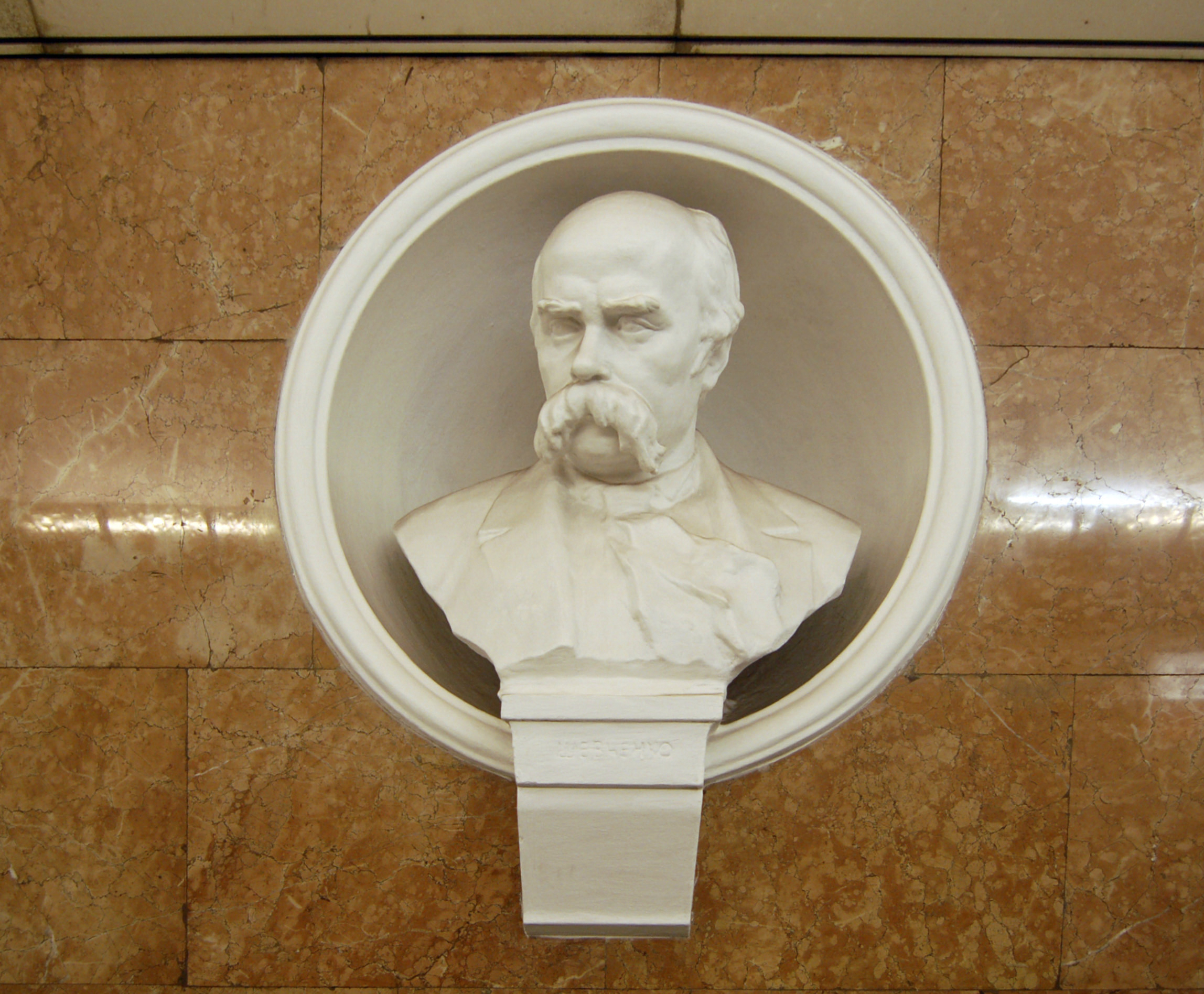
Т. Г. Шевченко (скульптор А. Е. Белостоцкий)
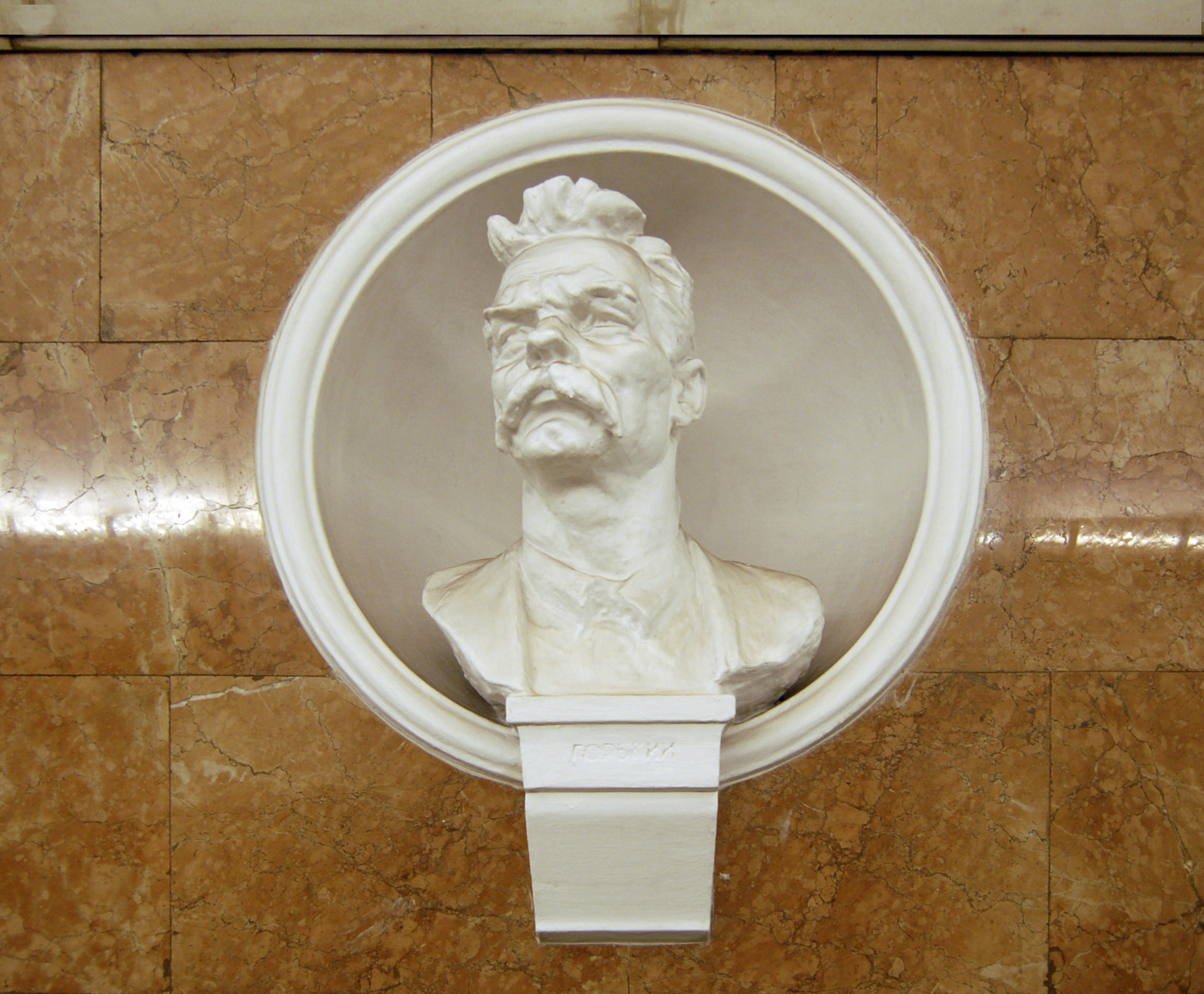
А. М. Горький (скульптор Э. М. Кунцевич)
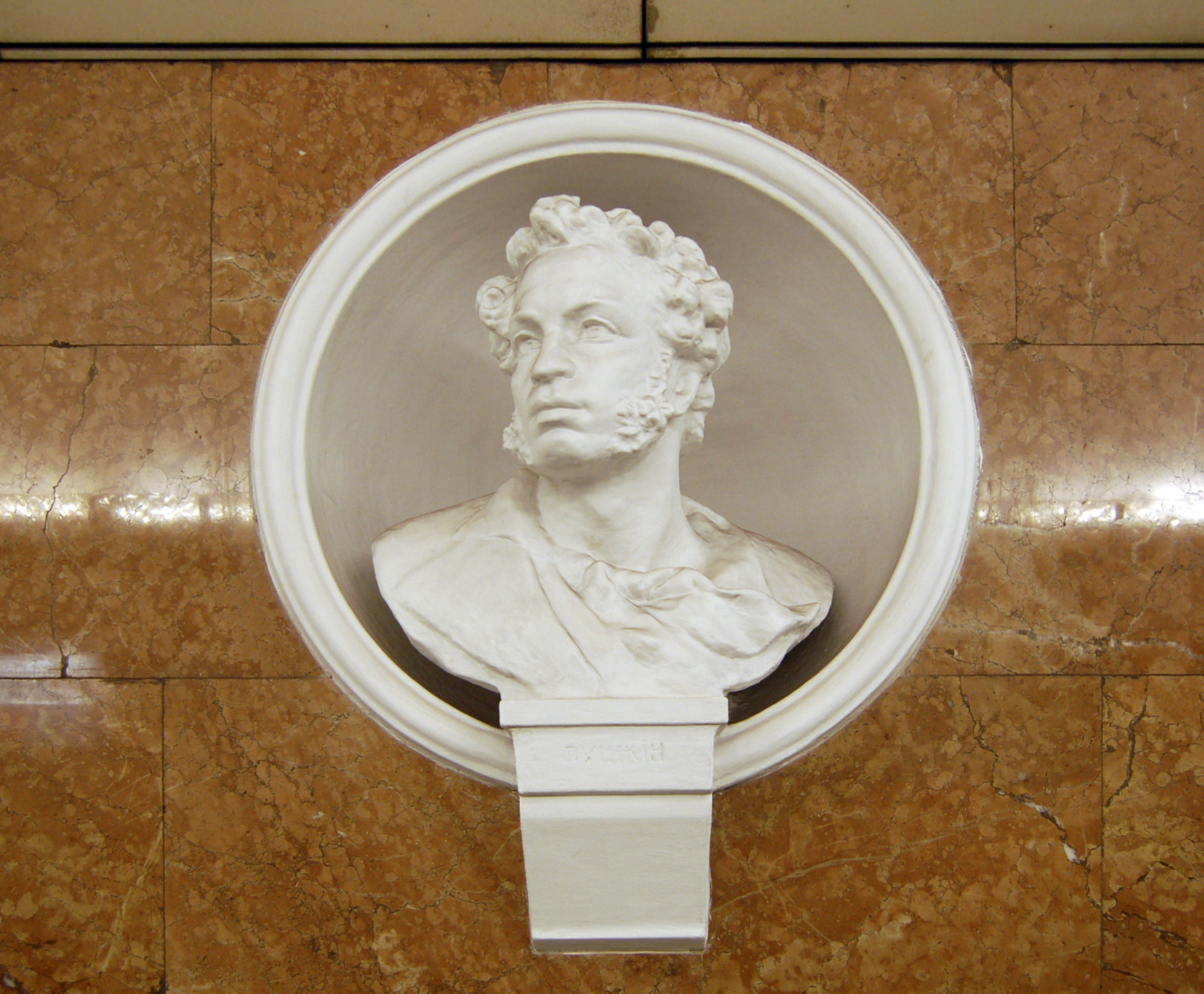
А. С. Пушкин (скульптор А. А. Ковалёв)
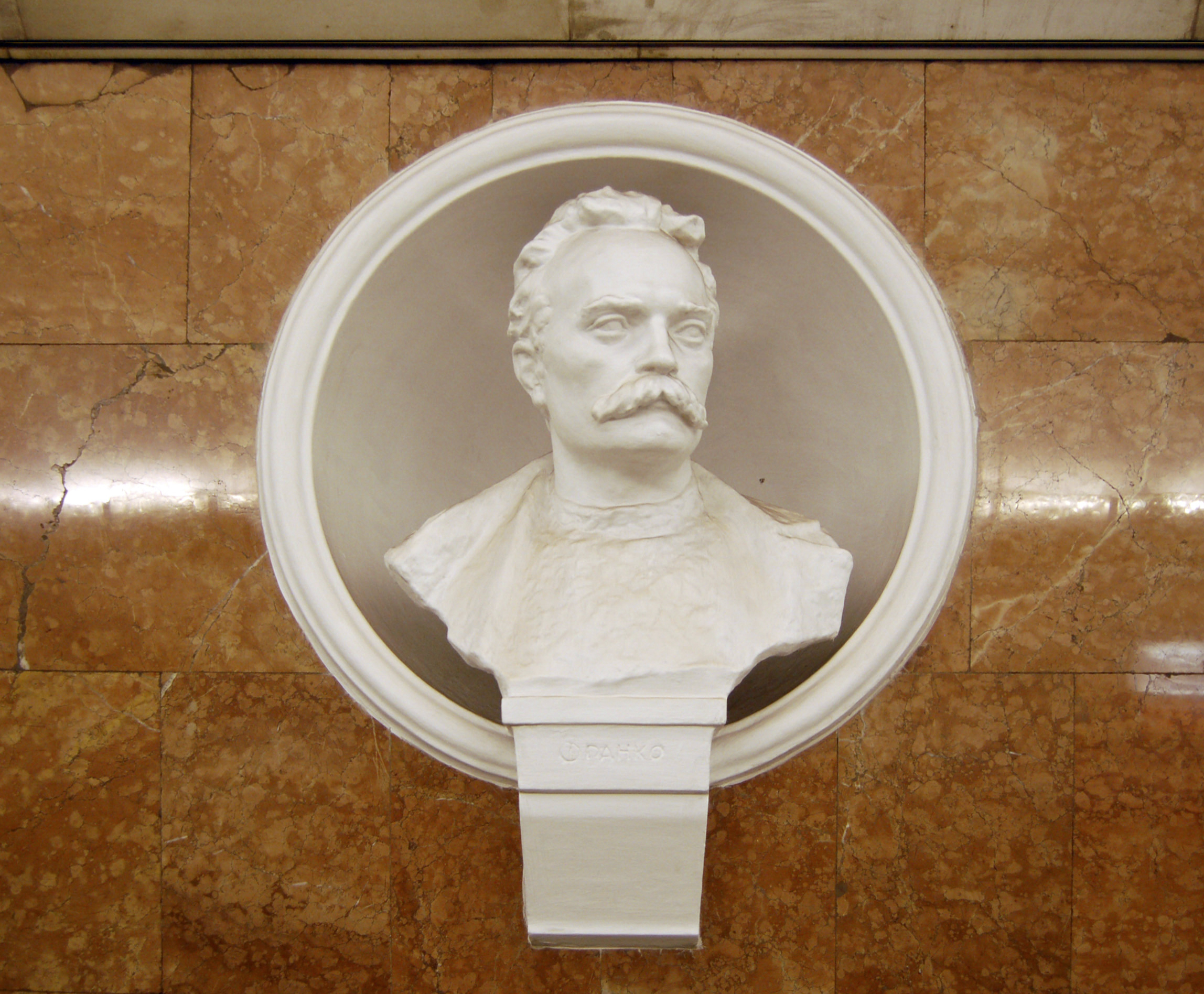
И. Я. Франко (скульптор О. А. Супрун)

## Режим работы
Открытие — 05:45, закрытие — 00:16.
Отправление первого поезда в направлении:
- ст. «Лесная» — 5:55
- ст. «Академгородок» — 5:55

Отправление последнего поезда в направлении:
- ст. «Лесная» — 0:23
- ст. «Академгородок» — 0:24

Расписание отправления поездов в вечернее время суток (после 22:00) в направлении:
- ст. «Лесная» — 22:51, 23:03, 23:15, 23:26, 23:38, 23:49, 0:01, 0:12, 0:24
- ст. «Академгородок» — 22:31, 22:43, 22:55, 23:05, 23:16, 23:26, 23:36, 23:46, 23:58, 0:11, 0:24